# Муганлы (Загатальский район)
Муганлы (азерб. Muğanlı) — село  и муниципалитет в Загатальском районе Азербайджана.

## География
Муганлы расположено на реке Муганлычай (правый приток реки Ганых) к западу от районного центра Загатала.

## История
В военном обзоре Тифлисской губернии и Закатальского округа приводятся сведения об Муганло с населением 150 жителей, обозначенными как мугалы (азербайджанцы).
В своде статистических данных о населении Закавказского края 1886 года сообщается о селе Муганло Фальдарлинского сельского общества, Алиабадского участка, Закатальского округа с жителями азербайджанцами указанными как «татары». 
Число жителей — 1029 человек. Вероисповедание — мусульмане-сунниты.
По сведениям Азербайджанской сельскохозяйственной переписи 1921 года село Муганлы входило в Фальдарлинское сельское общество Закатальского уезда Азербайджанской ССР и имело 256 хозяйств, население числом 891 человек состояло из азербайджанцев, записанных в источнике как мугалы.

## Известные уроженцы
- Мамед Мамедов[азерб.] —  участник Второй мировой войны, деятель Нидерландского движения сопротивления[7].